# Avenue de l'Europe, le mag
Pour les articles homonymes, voir Avenue de l'Europe.
Avenue de l’Europe, le mag, dénommée jusqu'au 25 mars 2015 Avenue de l'Europe, est une émission de télévision française hebdomadaire diffusée sur France 3 depuis le 9 septembre 2006, présentée par Véronique Auger. Initialement diffusée hebdomadairement, elle devient mensuelle à partir du 25 mars 2015 et sa durée se trouve rallongée à 52 minutes contre 16 précédemment,.
L'émission est diffusée pour la dernière fois le 26 juin 2019, sur France 3. Elle est remplacée par Nous, les Européens dès novembre 2019, présenté par Francis Letellier.

## Principe
Le magazine, qui prend la suite de 6,56, également présenté par Véronique Auger, traite chaque semaine un thème d'actualité des 28 pays de l'Union européenne à travers trois reportages sur le terrain. 

## Audience
Lors des diffusions le samedi dans le format hebdomadaire l'émission enregistre des pics d'audience jusqu'à 2,4 millions de téléspectateurs.
En février 2015, le magazine réalise une audience de 1,05 million de téléspectateurs soit une part de marché de 6,2 % pour sa diffusion à 18 h 20 le samedi. Lors de son premier numéro en version hebdomadaire, le magazine réalise, pour une diffusion en seconde partie de soirée à 23 h 20, une audience de 337 000 téléspectateurs soit une part de marché de 4,3 %.